# 잃어버린 아이들의 도시
《잃어버린 아이들의 도시》(프랑스어: La Cité des enfants perdus, 스페인어: La ciudad de los niños perdidos)는 프랑스, 스페인, 독일에서 제작된 마르크 카로, 장피에르 죄네 감독의 1995년 모험, 코미디, 드라마, 판타지, SF 영화이다. 론 펄먼 등이 주연으로 출연하였고 클로드 오자르 등이 제작에 참여하였다.
1995년 칸 영화제에 출품되었다.

## 출연

### 주연
- 론 펄먼
- 쥐디트 비테
- 다니엘 에밀포크
- 조제프 뤼시앵
- 도미니크 피뇽

### 조연
- 준비에브 브뤼네
- 장클로드 드레퓌스
- 장루이 트랭티냥
- 미레유 모세
- 뤼퓌스
- 세르주 메를랭
- 마르크 카로
- 티키 올가도
- 로렐라 크라보타
- 마티외 카소비츠

## 기타
- 각색: 귀욤 로렁
- 공동제작: 일라이어스 퀘레헤타
- 미술: 마르크 카로
- 미술: 진 라바세
- 세트: 엘리네 보네토
- 의상: 장 폴 고티에
- 배역: 피에르-자크 베니초우